# Old Edwardians FC
El Old Edwardians Football Club comúnmente conocido como  Old Edwards o simplemente Edwards, es un equipo de fútbol de Sierra Leona que participa en la Liga Premier de Sierra Leona, la liga de fútbol más importante del país.

## Historia
Fue fundado en la capital Freetown es uno de los equipos más grandes y famosos del país, donde jugadores como Mohamed Kallon militaron en este equipo. Ha sido campeón de liga en 1 ocasión y 3 veces campeón de copa.
A nivel internacional ha participado en 3 torneos continentales, donde nunca ha pasado de la primera ronda.

## Palmarés
- Liga Premier de Sierra Leona: 1

1990
- Copa de Sierra Leona: 3

1966, 2001, 2005

## Participación en competiciones de la CAF
| Temporada | Torneo                            | Ronda      | Club                 | Casa  | Visita | Global |
| --------- | --------------------------------- | ---------- | -------------------- | ----- | ------ | ------ |
| 1985      | Recopa Africana                   | 1          | Leventis United      | 0-0   | 1-4    | 1-4    |
| 1987      | Copa Africana de Clubes Campeones | Preliminar | SC Bissau            | w.o.1 | w.o.1  | w.o.1  |
| 1991      | Copa Africana de Clubes Campeones | 1          | Iwuanyanwu Nationale | 2-0   | 0-3    | 2-3    |

1- Old Edwardians abandonó el torneo.

## Jugadores

### Jugadores destacados
| - Dr. Foday Bangso Bangura - Mustapha Bangura - Lamine Conteh - Mohamed Kallon - Abu Bakarr Tostao Kamara | - Ibrahim Kargbo - Daniel Top Sesay - John Agina Sesay - Lyndon Kallalah Thomas |